# Скипетров, Пётр Иванович
Пётр Ива́нович Ски́петров (4 июля 1863, село Станки, Вязниковский уезд, Владимирская губерния — 19 января (1 февраля) 1918, Петроград) — священнослужитель Православной российской церкви, протоиерей.
Прославлен в лике святых Русской православной церкви в 2001 году.

## Семья
Родился в семье священника. Брат — Михаил Иванович Скипетров, тайный советник, член совета Государственного контроля. Жена — Антонина Николаевна, урождённая Заозёрская, дочь иподиакона Исаакиевского кафедрального собора. В семье протоиерея Петра Скипетрова было 13 детей.

## Образование
Окончил Шуйское духовное училище. В 1883—1884 годах служил в должности псаломщика храма Георгия Победоносца во Владимире.
В 1884 году окончил Владимирскую духовную семинарию.
В 1890 году окончил Санкт-Петербургскую духовную академию со степенью кандидата богословия; тема кандидатской работы — «Нравственное мировоззрение Иннокентия, архиепископа Херсонского и Таврического»).

## Приходское служение в Петербурге
С 18 февраля 1884 года — диакон, определён на иподиаконскую вакансию в Исаакиевский кафедральный собор.
С 14 сентября 1892 года — священник церкви детского приюта принца Ольденбургского.
С 1898 года — священник вновь построенной Скорбященской церкви, возведённой на месте явления в 1888 году чудотворной иконы «Всех скорбящих Радосте» с грошиками.
В 1912—1918 годах — настоятель Скорбященской церкви.
В 1894—1900 годах — законоучитель в приюте великой княгини Александры Николаевны.
В 1900—1917 годах — законоучитель в Громовском детском приюте.
Награждён орденом Св. Владимира IV (1916) степени.

## Смерть

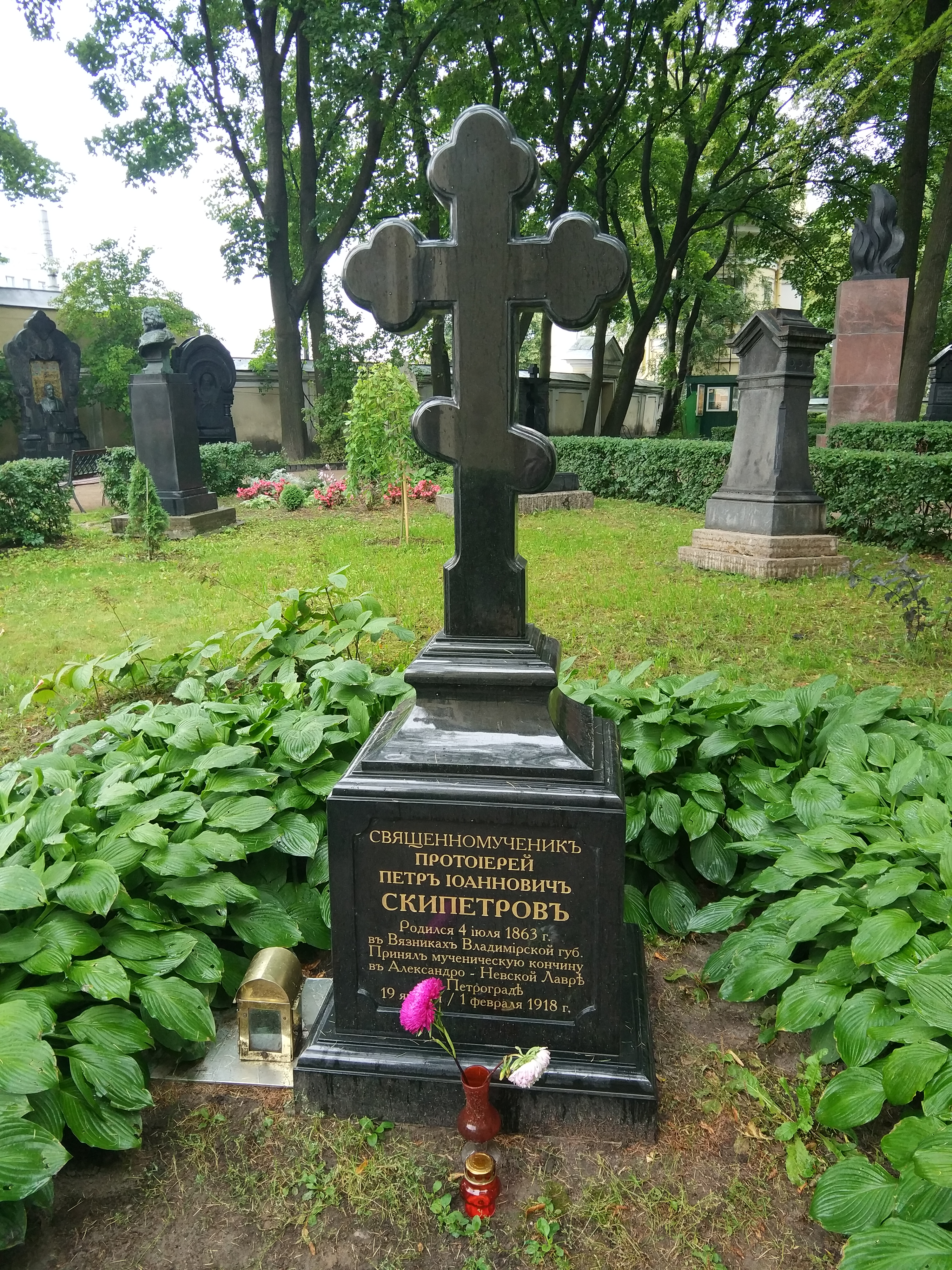
Надгробный крест на могиле священномученика. Тихвинское кладбище Санкт-Петербурга

13—21 января (ст. ст.) 1918 года в Петрограде по распоряжению комиссара государственного призрения Александры Коллонтай матросы и красногвардейцы пытались занять помещения Александро-Невской лавры для размещения инвалидов в зданиях Лавры, что вызвало конфликт с духовенством и церковным народом. 18 января Скипетров был вызван митрополитом Вениамином на следующий день в Александро-Невскую лавру, к трём часам дня. На дороге, при входе в монастырь со стороны Духовной академии, им сообщили, что в лавре неспокойно, однако Пётр и другой священник его храма проследовали в Троицкий собор лавры, а затем к покоям митрополита. Войдя в коридор главного подъезда, протоиереи увидели нескольких красногвардейцев, которые пререкались с женщинами и угрожали им оружием; отец Петр обратился с увещанием к вооружённым людям, последовал выстрел из револьвера со стороны одного из красноармейцев, священник был ранен в лицо. По телефону был вызван сын отца Петра, врач П. П. Скипетров, который нашёл отца в тяжёлом состоянии: пуля прошла через нижнюю челюсть и остановилась в области шеи. Экстренная медицинская помощь привела раненого на краткий момент в сознание. Его перенесли на руках в лазарет Союза городов № 246, располагавшийся по Невскому проспекту, 135, где раненый скончался вечером 20 января.
Торжественное отпевание отца Петра совершил митрополит Петроградский Вениамин (Казанский) в сослужении епископов Прокопия (Титова) и Артемия (Ильинского). Похоронен на Тихвинском кладбище (ныне Некрополь мастеров искусств) Александро-Невской лавры.
«Менее чуткий, более теплохладный человек мог бы промолчать и тем самым сохранить свою жизнь, но не таков был о. Пётр — энергичнейший пастырь с его смелою христианскою душою, с его „Илииной“ ревностию», — писал о нём профессор Александр Бронзов.

## Память

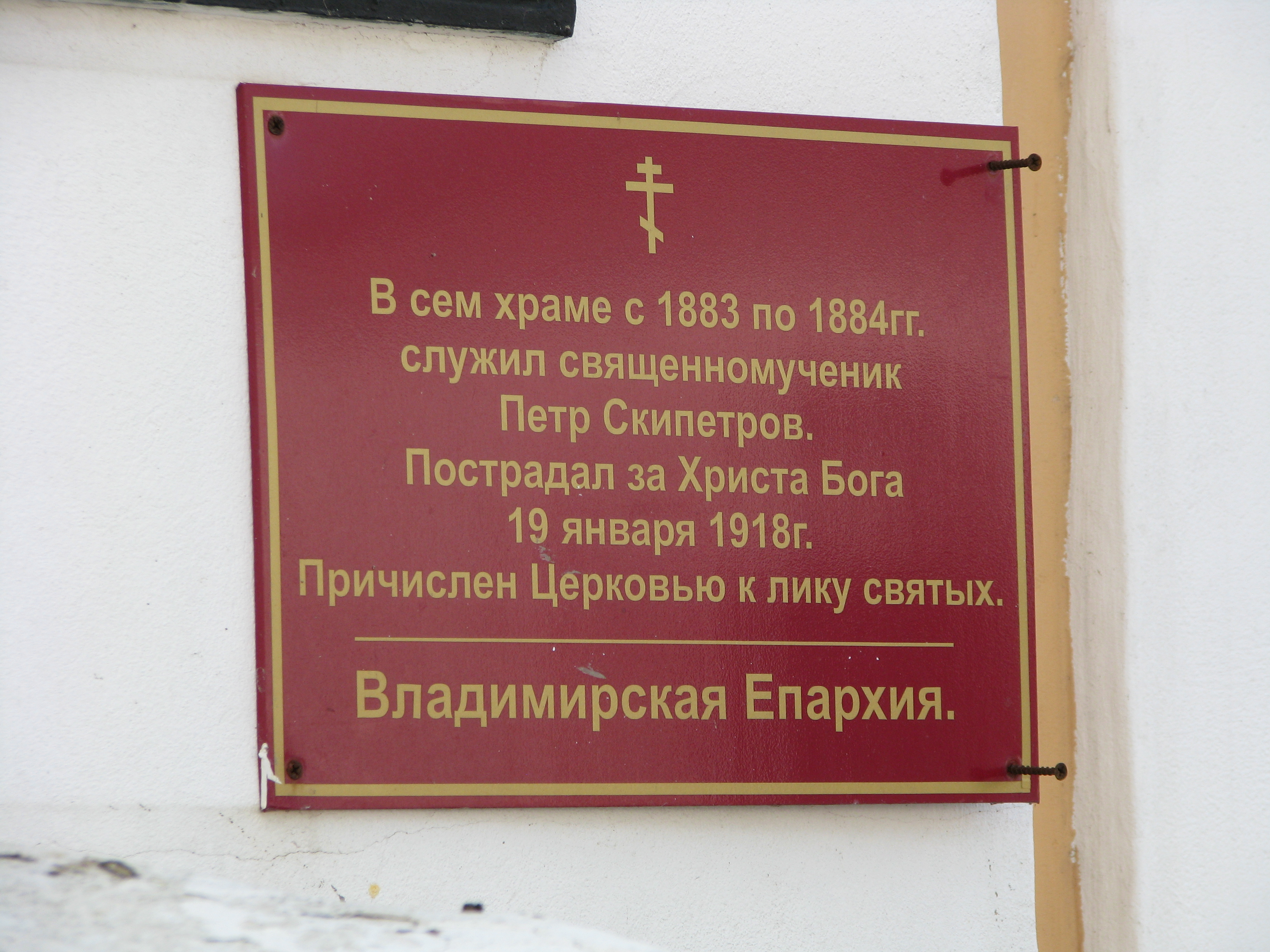
Мемориальная доска на Георгиевской церкви во Владимире

Постановлением Священного синода Русской православной церкви от 26 декабря 2001 года его имя включено в Собор новомучеников и исповедников Церкви Русской.
4 июня 2015 года в Митрополичьем корпусе Александро-Невской лавры на месте смертельного ранения священномученика Петра была открыта мемориальная доска работы скульптора Эвелины Соловьёвой. Освящение совершил епископ Кронштадтский Назарий (Лавриненко) в присутствии председателя епархиальной комиссии по канонизации протоиерея Владимира Сорокина, сонма духовенства и молящихся.